# 阪神51形電車

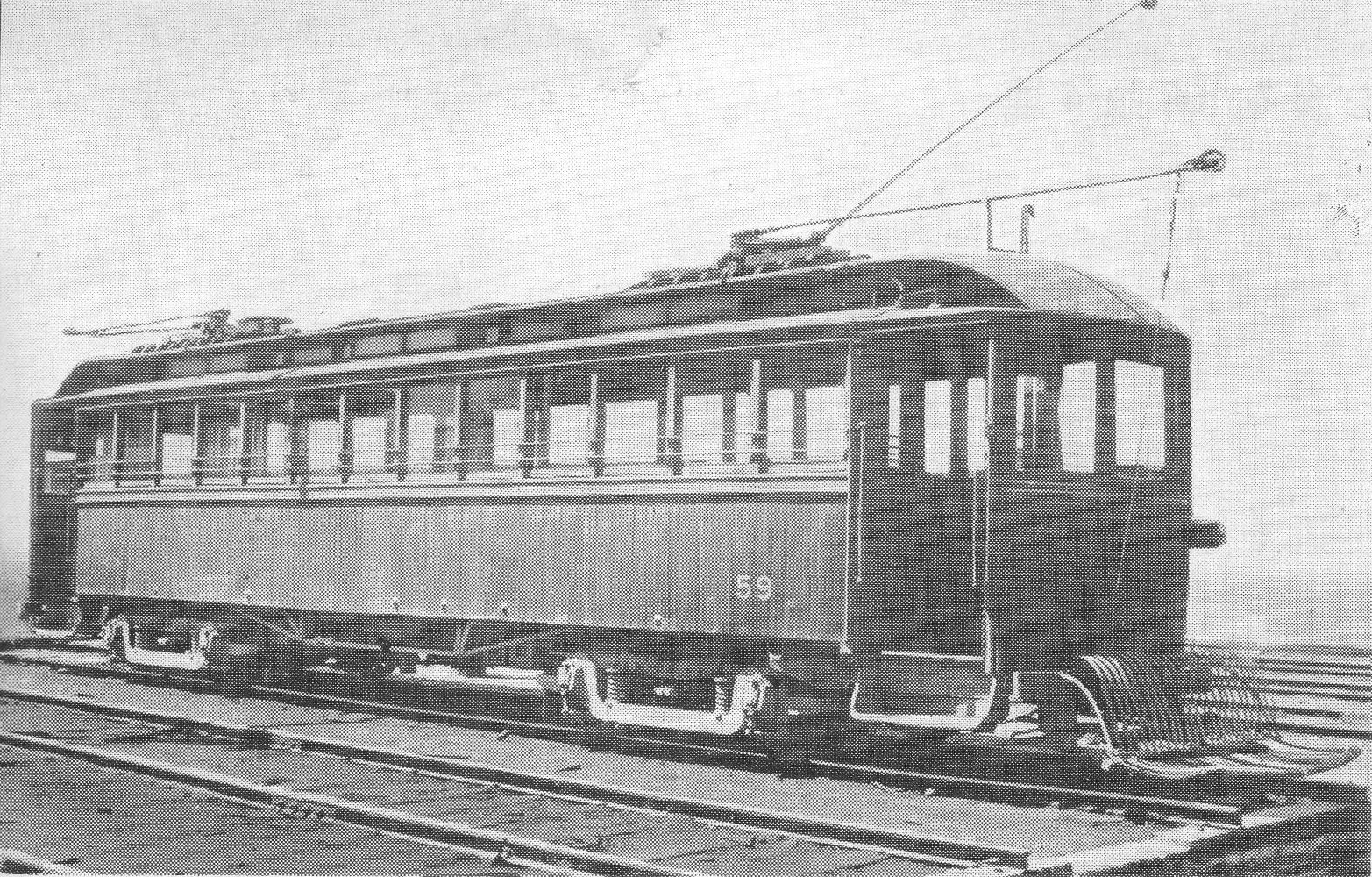
59

阪神51形電車（はんしん51がたでんしゃ）は、かつて阪神電気鉄道が保有していた鉄道車両（後に路面電車車両）で、阪神本線開業時に製造された1形の増備車として登場した。後に当形式の一部の車両の電装品を換装したことから61形と呼ばれる車両も登場したが、本項では一括して紹介する。

## 概要
1905年に開業した阪神本線は、並走する東海道本線に比べると割安な運賃でフリークエンシーも高かったことから、東海道本線の乗客を奪っただけでなく需要も拡大して、乗客も順調に増加していった。このため1形50両だけでは増加する需要に対応することが困難になってきたことから、1912年に新形式の51形として、51 - 62の12両が加藤車輌製作所で、63 - 66の4両が梅鉢鉄工所で製造された。
本形式は、1形をモデルとした路面電車タイプの両端にドアなしのデッキを持つ、いわゆるベスティビュール付きの両運転台車で、車体は全長約13.5m、車体幅約2.3m、側面窓配置v 13 v（v：ベスティビュール、数字：側窓数）、ウインドシルは1形と異なり太くなっていた。前面は1形と同じ非貫通式の3枚窓で、右側に方向幕を装備していた。屋根も1形同様のダブルルーフであったが、3ヶ所あった開閉式明かり窓の外側には窓ガラスがついた。
台車及び電装品は1形と異なり、台車は国内初採用のJ.G.ブリル社製釣り合い梁式台車であるBrill 27MCB-1を装着、主電動機は1時間定格出力37.3kWのゼネラル・エレクトリック(GE)社製GE-90Aを4基搭載、制御器は直接制御のGE社製K-40Aを装備した。集電装置は、1形同様複架線式であったことから前後に各2基ずつトロリーポールを搭載したほか、併用軌道区間を走行する関係で前面に救助網を装備した。
塗色は1形と同じ現在の5001形などの「ジェットカー」の塗色に似た濃い青色で、客室ドアや窓枠などはニス塗りであった。

## 短い本線時代
登場当初の51形は、「新車」と呼ばれて1形とともに本線の輸送力増強用に充当された。しかし、第一次世界大戦の勃発によって日本の工業生産力は増加し、阪神本線沿線にも多くの工場が進出するとともに宅地の開発も盛んになったことから乗客数も急上昇したが、肝心の車両を増備したくても台車や電装品などが大戦の影響で輸入が困難となり、国産品も実用以前であったことから車両の増備ができずに1形と51形の66両で千鳥式運転を実施するなどしてしのいでいた。
大戦後の1920年にようやく総括制御で連結運転可能な301形を新造、翌1921年までの間に311,321,331の各形式合わせて70両が増備されると、直接制御で単行運転しかできない1・51形は総括制御に改造された1形41 - 50を除く1形全車が譲渡または廃車され、51形は北大阪線で専属的に使用された。また、この時期までに二重屋根の前後端を301形同様丸屋根に改造した車両が現れ、その後も同様の改造が実施された。

## 併用軌道線へ
北大阪線転出後の1923年には、1形の総括制御車を291形に改造する際に51 - 60の台車及びモーターを291形と交換することになった。台車はBrill 27MCB-1で変わりなかったが、主電動機がGE社製のGE-200C（1時間定格出力29.8kW）となってパワーダウンしたことから、従来のままの61 - 66と形式を分割してそれぞれ51形と61形となった。1926年には51形10両の制御器が芝浦製作所製のRB-201Aに換装された。1930年には北大阪線のレールを国道線のレールと同じT型レールに交換したことから、車輪及び車軸をそれに対応したものに交換している。
その後も51形は501形や後継の31形とともに北大阪線に、61形はトロリーポール1基搭載に改造されて甲子園線に、としばらく国道線を除く併用軌道線各線で使用されていたが、1937年の71形の新造に伴い、61形65・66が同年に廃車されたのを皮切りに、翌1938年には63・64が「アミ電」こと121形123・124に改造され。
この時点で51形は51 - 60の10両全車が残り、61形は61・62の2両が残るのみとなったことから、これらの車両を201形を新造することによって置き換えようとしたが、新造計画が戦時体制に入った影響もあって遅々として進まぬ間に、1941年に満州国の新京交通へ56 - 60の5両を供出、譲渡した。
供出した5両の代わりに91形3両の新造が認められ、残った51 - 55・61・62の7両も201形の増備で置き換えることを計画していたが、戦局が悪化するにつれて置き換えもままならず、老朽化した車体を酷使して走らせざるを得なかった。終戦直後まで走り続けていた51・61の両形式であるが、91,201両形式が就役するにつれて休車状態となり1948年に廃車、51・61形の消滅とともに阪神電鉄の営業用木造車も消滅した。